# Geocenter Danmark
Geocenter Danmark (tidligere Geocenter København) er et nationalt center for geovidenskabelig forskning, uddannelse, rådgivning, innovation og formidling på højt internationalt niveau. Geocenteret er et formaliseret samarbejde mellem de fire selvstændige institutioner: De Nationale Geologiske Undersøgelser for Danmark og Grønland (GEUS),  Institut for Geoscience ved Aarhus Universitet, Institut for Geovidenskab og Naturforvaltning ved Københavns Universitet og Statens Naturhistoriske Museum.

## Samarbejdet omfatter bl.a.
- Styrke den faglige synergi mellem grundforskning og anvendelsesorienteret forskning
- Forbedre rådgivningen af myndigheder og erhvervsliv.
- Styrke og udvikle de geologiske og geografiske uddannelser.
- Bidrage til en optimal udnyttelse af ressourcerne.
- Tiltrække yderligere bevillinger til det geovidenskabelige område.
- Tiltrække danske og udenlandske forskere og gæsteforskere til Geocentret.
- Styrke deltagerne som attraktive samarbejdspartnere.

Geocentrets institutioner spænder over et vidt spektrum af geovidenskabelige fagområder. Med etableringen af Geocentret vil de forskningsmæssige tyngdepunkter være:
Jordskorpens geologi, Sedimentære bassiners geologi, palæobiologi, grundvand, overfladelagenes geologi, geomorfologi og gletsjere, Stof- og energiomsætning i natur- og kulturlandskabet, by og regionalgeografi, arealanvendelse, naturressourceforvaltning og miljøanalyse.
Formand for Centerledelsen er administrerende direktør ved GEUS Flemming Larsen. Kollegiet består af lederen for Institut for Geografi og Geologi, viceinstitutlederen for forskning ved Institut for Geografi og Geologi, to medlemmer af GEUS direktion og et medlem udpeget af Ministeriet for Videnskab, Teknologi og Udvikling.

## Publikationer
Fire gange årligt udgives det populærvidenskabelige blad; Geoviden – Geologi og Geografi. Bladet er rettet mod undervisere og andre interesserede i geologi og geografi.